# 최상위 도메인

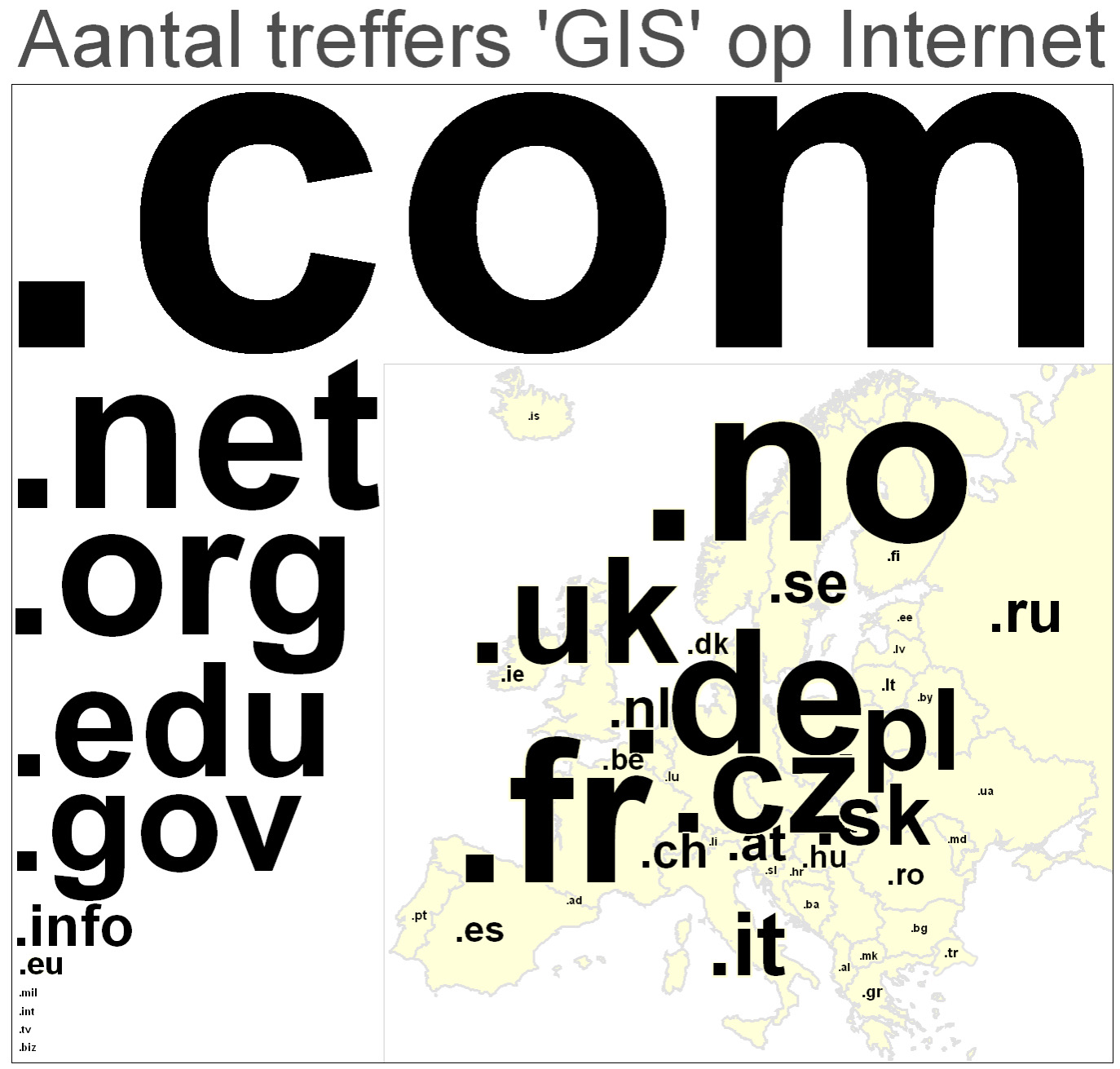

최상위 도메인(Top-level domain, TLD)은 인터넷에서 도메인 네임의 가장 마지막 부분을 말한다. 예컨대 ko.wikipedia.org의 최상위 도메인은 .org가 된다. 최상위 도메인은 .com과 같은 일반 최상위 도메인과 .kr 같은 국가 코드 최상위 도메인으로 나뉜다.

## 일반 최상위 도메인(gTLD)
인터넷 초창기부터 com, net, org, edu, gov, mil의 6개의 일반 최상위 도메인(gTLD)이 사용되었다. 그 뒤, 필요에 따라 도메인이 추가되었다.

## 국가 코드 최상위 도메인(ccTLD)
국가 코드 최상위 도메인(ccTLD, Country Code Top-Level Domain)은 국제적으로 각 나라, 특정 지역 또는 국제단체에 주어진 인터넷의 도메인 이름을 나타내는 고유 부호를 일컬으며 여기서 지정된 도메인은 최상위 도메인으로 취급된다.
부호는 일반적으로 각 나라의 영어식 이름을 줄인 것으로서(일부는 고유 언어도 있다) ISO에서 정한 ISO 3166-1 표준에 따른다. 예외적으로 영국은 ISO 3166-1 약자는 GB이지만, 국가 도메인은 .uk이다. 국가 도메인을 나타낼 때는 언제나 앞에 점을 찍어 사용하는 것을 원칙으로 하고 있다.
대한민국의 경우 .kr 또는 .co.kr 도메인을 사용한다.

## 인프라 도메인
.arpa 도메인은 인터넷 최초의 최상위 도메인이었다. 이 도메인은 일시적으로만 사용되어 기존 ARPANET 호스트 이름에서 도메인 이름 시스템으로 전환하는 데 도움을 주기 위한 것이었다. 그러나 역방향 DNS 조회에 사용된 후 삭제하는 것이 부적절하다고 판단되어 현재는 IPv4를 통한 역방향 DNS 확인을 위한 in-addr.arpa 및 ip6.arpa, 동적 위임 검색 시스템을 위한 uri.arpa 및 urn.arpa, NAPTR DNS 레코드 기반 전화 번호 매칭을 위한 e164.arpa 등 인터넷 인프라 전용으로 사용되고 있다.

## 과거 도메인
다른 역사적 TLD로는 체코슬로바키아의 .cs(현재 체코에서는 .cz, 슬로바키아에서는 .sk 사용), 동독의 .dd(독일 통일 후 .de 사용), 유고슬라비아와 세르비아, 몬테네그로의 SFR을 위한 .yu(현재 보스니아, 몬테네그로에서는 .ba, 크로아티아는 .hr, 몬테네그로는 .me, 북마케도니아는 .mk, 세르비아는 .rs, 슬로베니아는 .si), 자이르(현재 콩고민주공화국은 .cd), 네덜란드 령 앤틸리스 제도(현재 아루바는 .aw, 큐라소는 .cw, 신트마르턴은 .sx)는 .zr로 사용된다. 이와는 대조적으로 .su TLD는 소련이 붕괴되었음에도 불구하고 계속 사용되고 있다.
1980년대 후반, InterNIC는 NATO 사용을 위해 .nato 도메인을 만들었다.

## 같이 보기
- 도메인 핵
- 도메인 네임 등록 대행자
- 인터넷 최상위 도메인 목록
- 2단계 도메인